# Sophora fernandeziana
Espèce
Classification phylogénétique
Statut de conservation UICN

 VU D2 : Vulnérable
Sophora fernandeziana est une espèce de plantes à fleurs de la famille des Fabaceae. C'est un petit arbre endémique endémique du Chili, plus précisément de l'Archipel Juan Fernández. L'espèce est menacée du fait de la destruction de son habitat par l'action conjuguée de la déforestation et de l'introduction d'espèces nouvelles concurrentes, notamment des chèvres.